# Оґниця (гміна Відухова)
Оґниця (пол. Ognica, нім. Nipperwiese) — село в Польщі, у гміні Відухова Грифінського повіту Західнопоморського воєводства.
Населення — 446 осіб (2011).
У 1975—1998 роках село належало до Щецинського воєводства.

## Демографія
Демографічна структура станом на 31 березня 2011 року:
|          | Загалом | Допрацездатний вік | Працездатний вік | Постпрацездатний вік |
| -------- | ------- | ------------------ | ---------------- | -------------------- |
| Чоловіки | 217     | 51                 | 147              | 19                   |
| Жінки    | 229     | 47                 | 136              | 46                   |
| Разом    | 446     | 98                 | 283              | 65                   |